# 마라트 비크마예프
마라트 리프카토비치 비크마예프(우즈베크어: Marat Rifkatovich Bikmayev, 러시아어: Мара́т Рифка́тович Бикма́ев, 1986년 1월 1일 ~ )는 우즈베키스탄의 축구 선수로 포지션은 공격수이다. 현재 우즈베키스탄 리그의 PFC 로코모티프 타슈켄트에서 활약하고 있다.

## 경력

### FC 악퇴베
2012년 6월 20일 FC 악퇴베는 비크마예프의 영입을 공식 발표한다.
그는 FC 라신과의 카자흐스탄 컵에서 첫 골을 기록하였다.

## 그 외
비크마예프는 1986년 타슈켄트에서 태어났으며, 타타르족이다.